# Castelli della Valle della Loira
I castelli della Loira sono oltre 300 castelli situati nella valle della Loira e in valli trasversali, nel centro della Francia. I castelli sono stati costruiti a partire dal X secolo quando i sovrani di Francia, seguiti dalla nobiltà di corte, scelsero la valle per le loro dimore estive. In virtù della presenza del gran numero di castelli la valle stessa è stata dichiarata Patrimonio dell'umanità dall'UNESCO.

## Storia
Verso la metà del XVI secolo Francesco I di Francia aveva riportato il centro del potere a Parigi dalla valle della Loira e, con lui, se ne andarono dalla zona anche i grandi architetti. La valle continuò però a essere il luogo di villeggiatura favorito della corte e della nobiltà. Con l'ascesa di Luigi XIV, a metà del XVII secolo, la capitale divenne sede permanente dei castelli reali, anche con la costruzione del Castello di Versailles. Coloro che godevano dei favori del re e la ricca borghesia continuavano a rinnovare i castelli o ne costruivano di nuovi come residenze estive nella valle, chiamata giardino di Francia. La rivoluzione francese vide distrutti o saccheggiati molti degli châteaux.

## Elenco
Mappa di tutte le coordinate: OpenStreetMap  · Bing (max 200) - Esporta: KML  · GeoRSS  · microformat  · RDF
| Castello           | Comune                  | Dipartimento    | Coordinate           | Immagine |
| ------------------ | ----------------------- | --------------- | -------------------- | --- |
| Angers             | Angers                  | Maine e Loira   | 47°28′12″N 0°33′36″W | Château d'Angers, Maine e Loira, Pays de la Loire, France. La porte des champs côté sud au premier plan, était l'entrée principale de la forteresse à l'origine. |
| Amboise            | Amboise                 | Indre e Loira   | 47°24′47″N 0°59′09″E | Château d'Amboise |
| Azay-le-Ferron     | Azay-le-Ferron          | Indre           | 46°51′04″N 1°04′12″E | Il castello con il giardino alla francese |
| Azay-le-Rideau     | Azay-le-Rideau          | Indre e Loira   | 47°15′33″N 0°27′58″E | Château d'Azay-le-Rideau, Indre e Loira, France |
| Beauregard         | Cellettes               | Loir-et-Cher    | 47°32′13″N 1°23′03″E | Château de Beauregard |
| Blois              | Blois                   | Loir-et-Cher    | 47°35′08″N 1°19′51″E | Château de Blois |
| Boisgibault        | Ardon                   | Loiret          | 47°47′18″N 1°52′00″E | Château de Boisgibault |
| Brissac            | Brissac-Quincé          | Maine e Loira   | 47°21′11″N 0°26′59″W | Façade est du château de Brissac-Quincé. Département du Maine e Loira, France.                                                                                   |
| Chambord           | Chambord                | Loir-et-Cher    | 47°36′58″N 1°31′02″E | Château de Chambord |
| Cheverny           | Cheverny                | Loir-et-Cher    | 47°30′01″N 1°27′29″E | Château de Cheverny - Vue Frontale |
| Chanteloup         | Amboise                 | Indre e Loira   | 47°23′28″N 0°58′13″E | Pagode de Chanteloup. |
| Gaillard           | Les Andelys             | Eure            | 49°14′17″N 1°24′12″E | Château Gaillard |
| Chaumont-sur-Loire | Chaumont-sur-Loire      | Loir-et-Cher    | 47°28′45″N 1°10′55″E | Château de Chaumont sur Loire, FRANCE |
| Chenonceau         | Chenonceaux             | Indre e Loira   | 47°19′31″N 1°04′13″E | Château de Chenonceau |
| Chinon             | Chinon                  | Indre e Loira   | 47°10′05″N 0°14′10″E | Château de Chinon, vue de la Vienne |
| Le Rivau           | Lemere                  | Indre e Loira   | 47°06′25″N 0°19′34″E | Château du Rivau |
| Clos-Lucé          | Amboise                 | Indre e Loira   | 47°24′36″N 0°59′31″E | Le Clos Lucé, en Indre e Loira, en France |
| Gizeux             | Gizeux                  | Indre e Loira   | 47°23′26″N 0°12′22″E | Château de Gizeux |
| Goulaine           | Haute-Goulaine          | Loira Atlantica | 47°12′15″N 1°24′10″W | Château de Goulaine |
| Langeais           | Langeais                | Indre e Loira   | 47°19′29″N 0°24′22″E | Château de Langeais |
| Le Lude            | Le Lude                 | Sarthe          | 47°38′45″N 0°09′14″E | Château du Lude |
| Loches             | Loches                  | Indre e Loira   | 47°07′29″N 0°59′48″E | Château de Loches, Loches, FRANCE |
| Luynes             | Luynes                  | Indre e Loira   | 47°23′28″N 0°33′19″E | Château de Luynes |
| Meung-sur-Loire    | Meung-sur-Loire         | Loiret          | 47°49′26″N 1°41′41″E | Château de Meung-sur-Loire |
| Montgeoffroy       | Mazé                    | Maine e Loira   | 47°28′08″N 0°16′35″W | Château de Montgeoffroy |
| Montsoreau         | Montsoreau              | Maine e Loira   | 47°12′56″N 0°03′44″E | Château de Montsoreau |
| Montpoupon         | Céré-la-Ronde           | Indre e Loira   | 47°15′11″N 1°08′28″E | Château de Montpoupon |
| Le Plessis-Bourré  | Écuillé                 | Maine e Loira   | 47°36′03″N 0°32′40″W | Le château du Plessis-Bourré, près du village d'Écuillé, en Maine e Loira (France), vu depuis le sud-est.                                                        |
| Plessis-lez-Tours  | La Riche                | Indre e Loira   | 47°22′57″N 0°39′38″E | Château de Plessiz-lez-Tours |
| Les Réaux          | Chouzé-sur-Loire        | Indre e Loira   | 47°14′54″N 0°08′52″E | Château des Réaux |
| Saumur             | Saumur                  | Maine e Loira   | 47°15′22″N 0°04′21″W | Château de Saumur |
| Serrant            | Saint-Georges-sur-Loire | Maine e Loira   | 47°24′54″N 0°44′40″W | Château de Serrant |
| Sully-sur-Loire    | Sully-sur-Loire         | Loiret          | 47°46′04″N 2°22′31″E | Château de Sully-sur-Loire |
| Talcy              | Talcy                   | Loir-et-Cher    | 47°46′11″N 1°26′39″E | Jardin du château de Talcy (Loir et Cher) |
| Tours              | Tours                   | Indre e Loira   | 47°23′49″N 0°41′34″E | Le château de Tours. |
| Ussé               | Rigny-Ussé              | Indre e Loira   | 47°14′59″N 0°17′28″E | Château d'Ussé, façade Est |
| Valençay           | Valençay                | Indre           | 47°09′27″N 1°33′48″E | Château de Valençay |
| Villandry          | Villandry               | Indre e Loira   | 47°20′26″N 0°30′51″E | (Château de Villandry (France) vu des jardins) |
| Villesavin         | Tour-en-Sologne         | Loir-et-Cher    | 47°32′48″N 1°30′51″E | Château de Villesavin, vue d'est |